# Хрисавги (дем Горуша)
Вижте пояснителната страница за други населени места с името Хрисавги.
Хрисавги или Мирали (на гръцки: Χρυσαυγή, до 1930 година Στρογγυλό, Стронгило, катаревуса Στρογγυλόν, Стронгилон, до 1927 година Μοιραλή, Мирали) е село в югозападната част на Егейска Македония, Гърция. Селото е част от дем Горуша (Войо), административна област Западна Македония.

## География
Селото е разположено на 820 m надморска височина, в югоизточното подножие на планината Горуша (Войо).

## История

### В Османската империя
Параклисът „Животворящ източник“ на старото гробище (използвано до 1900 година) на 1,5 km на север от селото е построен в 1796 година и обновен в 1956 и 1995 година. Църквата „Свети Атанасий“ е построена в 1768 година имала е малки прозорчета и красиви фрески. До 1867 година е енорийски храм на селото. В 1955 година е разрушена и на нейно място е построена нова. В 1866 – 1867 година е построена „Успение Богородично“, която замества „Свети Атанасий“ като енорийски храм.
В селото има каменен мост от 1795 година и втори от 1854 година.
В края на XIX век Мирали е село в Жупанска нахия в Населишка каза на Османската империя. Александър Синве („Les Grecs de l’Empire Ottoman. Etude Statistique et Ethnographique“) в 1878 година пише, че в Мирали (Mirali), Сисанийска епархия, живеят 300 гърци.
Според статистиката на Васил Кънчов („Македония. Етнография и статистика“) в 1900 година Мирали има 280 жители гърци християни.
На Етнографската карта на Битолския вилает на Картографския институт в София от 1901 година Мирали е чисто гръцко село в казата Населица на Серфидженския санджак с 54 къщи.
Според статистика на Серфидженския санджак на гръцкото консулство в Еласона от 1904 година в Мирали (Μιραλί), Населишка каза, живеят 280 гърци елинофони християни.
По данни на секретаря на Българската екзархия Димитър Мишев („La Macédoine et sa Population Chrétienne“) в 1905 година в Мирале (Miralé) има 370 гърци.

### В Гърция
През Балканската война в 1912 година в селото влизат гръцки части и след Междусъюзническата в 1913 година Мирали остава в Гърция. В 1927 година селото е прекръстено на Стронгило, а в 1930 година на Хрисавги.
Населението традиционно произвежда жито, картофи и други земеделски продукти, като се занимава и със скотовъдство.
| Име                        | Име             | Ново име | Ново име | Описание                |
| -------------------------- | --------------- | -------- | -------- | ----------------------- |
| Юра Карули или Юса Караули | Γιοΰσα Καραούλι | Филакон  | Φυλάκων  | връх на ЗСЗ от Хрисавги |
| Баруска                    | Μπαρούσκα       | Лакес    | Λάκκες   |                         |

| Година    | 1913 | 1920 | 1928 | 1940 | 1951 | 1961 | 1971 | 1981 | 1991 | 2001 | 2011 | 2021 |
| --------- | ---- | ---- | ---- | ---- | ---- | ---- | ---- | ---- | ---- | ---- | ---- | ---- |
| Население | 339  | 320  | 344  | 347  | 271  | 266  | 181  | 213  | 194  | 140  | 102  | 32   |